# Сириан Александрийский
Сириа́н Александри́йский (др.-греч. Σῠρίανος ὁ Ἀλεξάνδρειος, конец IV — начало V вв.) — античный философ-неоплатоник, представитель Афинской школы неоплатонизма, комментатор Платона и Аристотеля. Ученик и преемник Плутарха Афинского на посту схоларха платоновской Академии.

## Очерк
Сириан известен как комментатор Аристотеля; комментировал «Категории», «Об истолковании», «Аналитику I», «Физику», «О небе» и «О душе». Сохранились комментарии Сириана к III, IV, XIII и XIV книгам «Метафизики», в котором он защищает платоновское учение об идеях против критики Аристотелем (что в целом было нехарактерно для общей тенденции комментаторов-неоплатоников примирять учения Аристотеля и Платона). По фрагментам и свидетельствам известны комментарии Сириана к «Органону».
Также сохранились комментарии к двум риторическим сочинениям Гермогена Тарсского. Известный комментарий Гермия Александрийского к платоновскому «Федру» представляет собой запись лекций Сириана. По свидетельствам известно об утраченном сочинении Сириана о согласии между Орфеем, Пифагором и Платоном, написанном с уклоном в неопифагореизм и нумерологию.
Сириан проявлял большой интерес к поэзии, прежде всего к Гомеру и к Орфею (под Орфеем во времена Сириана понимался вполне реальный автор большого корпуса философско-поэтических произведений). Сириан также интересовался т. н. «халдейской», то есть мистической литературой. Интересные сведения об этом содержатся у Марина: «От этого же учителя [Сириана] воспринял он [Прокл] и начала орфического и халдейского богословия…».
Влияние Сириана распространялось и на Афинскую и на Александрийскую школы неоплатонизма. Прокл называет его своим отцом и считает образцом подлинного философа. «[Сириан] после богов является для нас вождем всего прекрасного и благого»; «…наш вождь, воистину Вакх, который в особенности вдохновлялся Платоном и вплоть до наших дней донес это чудо и восхищение перед платоновской теорией»; «…наш вождь, созерцающий все сущее словно с возвышения». Имея в виду «божественно вдохновленное мышление» Сириана, Прокл стремится «воспользоваться учением нашего вождя как крепким канатом».

## Учение
В первоедином у Сириана безусловно проводится введенное еще Ямвлихом разделение на непознаваемость абсолютную и относительную. То есть у Сириана с одной стороны имеется просто Единое (Благо), непознаваемое абсолютно, с другой возникает и так называемая «идея Единого (Блага)», познаваемая как собственно идея Единого (Блага), которое само, тем не менее, непознаваемо.
Единое у Сириана мыслится в двух разных аспектах-принципах, заимствованных из старого пифагореизма — принципе «монады» и «неопределенной диады». Эти два принципа существуют сами по себе (потому называются «монада-в-себе» и «диада-в-себе»), и их слиянием-объединением образуется бесконечный ряд оформленностей. То есть «породительная потенция», «эманация», «многосоставность» образует числа, которыми наполняются все миры, — «божественные», «интеллектуальные», «психические», «физические» и «чувственно-воспринимаемые».
Взятые сами по себе, числа делятся у Сириана на «счетные» и «сущностные». Здесь имеется в виду, с одной стороны, составленность каждого числа из единиц, а с другой стороны, та их цельность, которая уже неделима на единицы и которую мы каждый раз так и мыслим-обозначаем в неделимом виде, то есть как «двойку», «тройку», «дюжину», «сотню», «тысячу» и т. д., не подразумевая [для конкретного случая] то, что они собственно из чего-либо состоят. То есть если «счётные» числа являются абстрактной и доноэтической сферой, «сущностные» — уже тем «чем-то», что собственно образуется из них в Нусе, где они получают субстанциальную качественность.
В ноуменальной сфере у Сириана проводится «стандартное» неоплатоническое разделение её на Ум мыслимый (то есть ум как объект), и на Ум мыслящий (то есть ум как субъект). Это разделение, восходящее еще к Аристотелю, присутствует в нетерминированном виде у Плотина и в терминированном — у Ямвлиха. Сириан, следуя главным образом Теодору Асинскому, разрабатывает «давно ожидавшийся» (и ранее уже «нащупанный» Плотином, Теодором Асинским и Ямвлихом) третий, синтезирующий момент, который позже у его ученика Прокла примет формально-терминологическое закрепление.
Этот третий момент у Сириана и мыслится как собственно «основной» творческий ум, хотя сущий еще до перехода в то, что он будет творить и для чего он будет прообразом и идеей (то есть до перехода в мировую душу и тем более в космос). По Проклу, Сириан учит, что этот ум-демиург находится на вершине интеллектуального мира, и что он не что иное, как Зевс, и что этот Зевс, восседающий на вершине Олимпа, управляет всей космической и надкосмической областью и «обнимает начало, середину и конец целости» (замечание, крайне характерное по сути позднего неоплатонизма).
В отношении третьей основной неоплатонической ипостаси, то есть мировой души, Сириан более последовательно проводит тройную схему пребывания, исхождения и возвращения; учит о тех душевных эйдосах, которые, в отличие от чисто ноуменальных, становятся логосами в процессе одушевления душой всего материального; производит деление на богов, ангелов, демонов, героев и бестелесные души (позже закрепленное у Прокла).

## Исследования
- Лосев А. Ф. История античной эстетики. [Том VII]. Последние века. М.: Искусство, 1988. Кн. II. С. 9-13.
- Angela Longo (ed.), Syrianus et la métaphysique de l’antiquité tardive: actes du colloque international, Université de Gèneve, 29 septembre-1er octobre 2006. (Napoli, Bibliopolis, 2009) (Elenchos, 51).
- Sarah Klitenic Wear, The Teachings of Syrianus on Plato’s Timaeus and Parmenides. Ancient Mediterranean and Medieval Texts and Contexts (Leiden; Boston: Brill, 2011) (Studies in Platonism, Neoplatonism and the Platonic tradition, 10).
- Peter Lautner (2009). Different Types of Λόγоι and Their Place in Empirical Knowledge and Noetic Understanding in Syrianus. // Ancient Philosophy 29 (2):373-390.